# Liste der Bodendenkmäler in Münchsteinach
Auf dieser Seite sind die Bodendenkmäler in der mittelfränkischen Gemeinde Münchsteinach zusammengestellt. Diese Tabelle ist eine Teilliste der Liste der Bodendenkmäler in Bayern. Grundlage ist die Bayerische Denkmalliste, die auf Basis des Bayerischen Denkmalschutzgesetzes vom 1. Oktober 1973 erstmals erstellt wurde und seither durch das Bayerische Landesamt für Denkmalpflege geführt wird. Die folgenden Angaben ersetzen nicht die rechtsverbindliche Auskunft der Denkmalschutzbehörde.

## Bodendenkmäler der Gemeinde Münchsteinach

### Bodendenkmäler in der Gemarkung Abtsgreuth
| Lage                  | Objekt                                                           | Akten-Nr.     | Bild |
| --------------------- | ---------------------------------------------------------------- | ------------- | ---- |
| Abtsgreuth (Standort) | Gestattungsplatz vorgeschichtlicher Zeitstellung mit Grabhügeln. | D-5-6329-0042 |      |
| Abtsgreuth (Standort) | Bestattungsplatz vorgeschichtlicher Zeitstellung mit Grabhügeln. | D-5-6329-0043 |      |
| Abtsgreuth (Standort) | Siedlung vor- und frühgeschichtlicher Zeitstellung.              | D-5-6329-0044 |      |

### Bodendenkmäler in der Gemarkung Altershausen
| Lage                    | Objekt | Akten-Nr.     | Bild |
| ----------------------- | --- | ------------- | ---- |
| Altershausen (Standort) | Bestattungsplatz vorgeschichtlicher Zeitstellung mit Grabhügel. | D-5-6329-0035 |      |
| Altershausen (Standort) | Bestattungsplatz vorgeschichtlicher Zeitstellung mit Grabhügel. | D-5-6329-0045 |      |
| Altershausen (Standort) | Bestattungsplatz vorgeschichtlicher Zeitstellung mit Grabhügel. | D-5-6329-0046 |      |
| Altershausen (Standort) | Bestattungsplatz vorgeschichtlicher Zeitstellung mit Grabhügel. | D-5-6329-0048 |      |
| Altershausen (Standort) | Knüppelweg frühgeschichtlicher oder mittelalterlicher Zeitstellung. | D-5-6329-0087 |      |
| Altershausen (Standort) | Mittelalterliche und frühneuzeitliche Befunde im Bereich der Evangelisch-Lutherischen Filialkirche St. Michael in Altershausen und ihrer Vorgängerbauten, einschließlich umfriedetem Kirchhof mit Körpergräbern. | D-5-6329-0153 |      |

### Bodendenkmäler in der Gemarkung Frankfurt
| Lage                 | Objekt                                                           | Akten-Nr.     | Bild |
| -------------------- | ---------------------------------------------------------------- | ------------- | ---- |
| Frankfurt (Standort) | Bestattungsplatz vorgeschichtlicher Zeitstellung mit Grabhügeln. | D-5-6329-0028 |      |

### Bodendenkmäler in der Gemarkung Münchsteinach
| Lage                     | Objekt | Akten-Nr.     | Bild |
| ------------------------ | --- | ------------- | ---- |
| Münchsteinach (Standort) | Bestattungsplatz vorgeschichtlicher Zeitstellung mit Grabhügel. | D-5-6329-0041 |      |
| Münchsteinach (Standort) | Bestattungsplatz vorgeschichtlicher Zeitstellung mit Kreisgraben sowie Siedlung vor- und frühgeschichtlicher Zeitstellung. | D-5-6329-0082 |      |
| Münchsteinach (Standort) | Begräbnisplatz vorgeschichtlicher Zeitstellung mit Brandbestattungen in Grabhügeln. | D-5-6329-0085 |      |
| Münchsteinach (Standort) | Mittelalterliche und frühneuzeitliche Befunde im Bereich des ehemaligen Benediktinerklosters mit der Evangelisch-Lutherischen Pfarrkirche St. Nikolaus (ehemalige Benediktinerklosterkirche) in Münchsteinach, einschließlich Friedhof mit Körperbestattungen. | D-5-6329-0097 |      |
| Münchsteinach (Standort) | Archäologische Befunde im Bereich des mittelalterlichen Burgstalls Rossberg. | D-5-6329-0149 |      |

### Bodendenkmäler in der Gemarkung Neuebersbach
| Lage                    | Objekt                                                                         | Akten-Nr.     | Bild                           |
| ----------------------- | ------------------------------------------------------------------------------ | ------------- | ------------------------------ |
| Neuebersbach (Standort) | Bestattungsplatz vorgeschichtlicher Zeitstellung mit Grabhügeln.               | D-5-6329-0050 |                                |
| Neuebersbach (Standort) | Bestattungsplatz vorgeschichtlicher Zeitstellung mit Grabhügelgruppe.          | D-5-6329-0051 |                                |
| Neuebersbach (Standort) | Bestattungsplatz vorgeschichtlicher Zeitstellung mit Grabhügel.                | D-5-6329-0052 |                                |
| Neuebersbach (Standort) | Bestattungsplatz vorgeschichtlicher Zeitstellung mit Grabhügel.                | D-5-6329-0053 | Bestattungsplatz D-5-6329-0053 |
| Neuebersbach (Standort) | Bestattungsplatz vorgeschichtlicher Zeitstellung mit Grabhügel der Bronzezeit. | D-5-6329-0054 | Bestattungsplatz D-5-6329-0054 |
| Neuebersbach (Standort) | Bestattungsplatz vorgeschichtlicher Zeitstellung mit Grabhügelgruppe.          | D-5-6329-0055 |                                |